# Réserve indienne de Rosebud
La réserve indienne de Rosebud est une réserve indienne américaine située dans l'État du Dakota du Sud. Créée en 1889, elle accueille la tribu sioux de Rosebud, constituée de Brûlés, issus de la tribu des Lakotas.
La superficie totale des terres de la réserve et de ses terres en fiducie est de 5 103,214 km2 et sa population s'élève à 11 315 habitants selon l'American Community Survey.

## Démographie
| Groupe            | Rosebud | Dakota du Sud | États-Unis |
| ----------------- | ------- | ------------- | ---------- |
| Amérindiens       | 88,5    | 8,8           | 0,9        |
| Blancs            | 9,2     | 85,9          | 72,4       |
| Métis             | 1,8     | 2,1           | 2,9        |
| Autres            | 0,5     | 3,2           | 23,8       |
| Total             | 100     | 100           | 100        |
|                   |         |               |            |
| Latino-Américains | 2,3     | 2,7           | 16,7       |